# Raïon de Khabarovsk
Le raïon de Khabarovsk (en russe : Хаба́ровский райо́н, Khabarovski raïon) est une subdivision administrative (raïon) et une municipalité (raïon municipal) du kraï de Khabarovsk, en Russie. Le raïon fait partie de la région d'Extrême-Orient russe. Son centre administratif est la ville de Khabarovsk, bien qu'elle ne fasse pas partie du raïon, et il compte en tout 70 localités, réparties dans 27 municipalités. Sa population s'élevait à 82 008 habitants en 2023.

## Tendances politiques
| Scrutin              | 1er tour | 1er tour | 1er tour | 1er tour | 1er tour | 1er tour | 1er tour | 1er tour | 1er tour | 1er tour | 1er tour | 1er tour | 2d tour                  | 2d tour                  | 2d tour                  | 2d tour                  | 2d tour                  | 2d tour                  | 2d tour                  | 2d tour                  | 2d tour                  | 2d tour                  |
| Scrutin              | 1er      | 1er      | %        | 2e       | 2e       | %        | 3e       | 3e       | %        | 4e       | 4e       | %        | 1er                      | 1er                      | %                        | 2e                       | 2e                       | %                        | 3e                       | %                        | 4e                       | %                        |
| -------------------- | -------- | -------- | -------- | -------- | -------- | -------- | -------- | -------- | -------- | -------- | -------- | -------- | ------------------------ | ------------------------ | ------------------------ | ------------------------ | ------------------------ | ------------------------ | ------------------------ | ------------------------ | ------------------------ | ------------------------ |
| Présidentielle 2012, |          | ER       | 59,77    |          | KPRF     | 14,62    |          | LDPR     | 12,45    |          | SE       | 8,09     | Victoire au premier tour | Victoire au premier tour | Victoire au premier tour | Victoire au premier tour | Victoire au premier tour | Victoire au premier tour | Victoire au premier tour | Victoire au premier tour | Victoire au premier tour | Victoire au premier tour |
| Gouvernorale 2013,   |          | ER       | 65,84    |          | LDPR     | 19,62    |          | KPRF     | 8,25     |          | SRZP     | 3,53     | Victoire au premier tour | Victoire au premier tour | Victoire au premier tour | Victoire au premier tour | Victoire au premier tour | Victoire au premier tour | Victoire au premier tour | Victoire au premier tour | Victoire au premier tour | Victoire au premier tour |
| Présidentielle 2018, |          | ER       | 66,43    |          | KPRF     | 18,08    |          | LDPR     | 9,85     |          | GRANI    | 1,65     | Victoire au premier tour | Victoire au premier tour | Victoire au premier tour | Victoire au premier tour | Victoire au premier tour | Victoire au premier tour | Victoire au premier tour | Victoire au premier tour | Victoire au premier tour | Victoire au premier tour |
| Gouvernorale 2018    |          | LDPR     | 40,10    |          | ER       | 31,73    |          | KPRF     | 14,36    |          | SRZP     | 5,69     |                          | LDPR                     | 68,65                    |                          | ER                       | 28,64                    |                          |                          |                          |                          |
| Gouvernorale 2021,   |          | LDPR     | 60.40    |          | SRZP     | 23.63    |          | RPPSS    | 8,80     |          | Rodina   | 3,27     | Victoire au premier tour | Victoire au premier tour | Victoire au premier tour | Victoire au premier tour | Victoire au premier tour | Victoire au premier tour | Victoire au premier tour | Victoire au premier tour | Victoire au premier tour | Victoire au premier tour |